# Walter Byron
Walter Byron (11 de junio de 1899 – 2 de marzo de 1972) fue un actor cinematográfico de origen británico.

## Biografía
Nacido en Leicester, Inglaterra, comenzó su carrera en la escuela de actores de George Brent. Su primer papel de importancia llegó en 1929 actuando junto a Gloria Swanson en Queen Kelly, film dirigido por Erich von Stroheim. 
Trabajó en un total de 66 películas rodadas entre 1926 y 1942. Walter Byron falleció en Signal Hill, California, en 1972.

## Selección de su filmografía
- Croquette (1927)
- Passion Island (1927)
- One of the Best (1927)
- Two Little Drummer Boys (1928)
- The Passenger (1928)
- Victory (1928)
- Tommy Atkins (1928)
- Queen Kelly (1929)
- The Sacred Flame (1929)
- The Dancers (1930)
- The Lion and the Lamb (1931)
- The Reckless Hour (1931)
- The Yellow Ticket (1931)
- Week Ends Only (1932)
- La estatua vengadora (The Menace, 1932)
- The Savage Girl (1932)
- Society Girl (1932)
- The Crusader (1932)
- Don't Bet on Blondes (1935)
- Folies Bergère de Paris (1935)
- Back in Circulation (1937)
- Mr. Boggs Steps Out (1938)